# Kristián Goloméev
Kristian Tsvetanov Golomeev (en bulgare : Кристиан Цветанов Голомеев, en grec moderne : Κριστιάν Γκολομέεβ), né le 4 juillet 1993 à Velingrad en Bulgarie, est un nageur grec, spécialiste de nage libre.

## Biographie
Son père, Tsvetan Golomeev (en) était un nageur bulgare reconnu, décédé en 2010. Sa mère Kristina est morte peu après sa naissance. Tsvetan, Kristian et ses deux frères aînés rejoignent alors Héraklion, en Crète.

## Palmarès
Lors des Championnats d'Europe juniors de natation 2011, il obtient l'argent sur le 50 m nage libre avec 22 s 86. Quelques semaines plus tard, il remporte le bronze sur le 50 m nage libre avec 22 s 80 aux Championnats du monde juniors.
Il participe aux Jeux olympiques de 2012 sur 100 m nage libre.
En 2018, il se hisse à la deuxième place du 50 m nage libre avec 21 s 44 lors des Championnats d'Europe de natation. L'année suivante, à l'occasion des Championnats du monde, il décroche l'argent sur le 50 m nage libre avec 21 s 45. Il devient ainsi le second nageur grec à remporter une médaille lors des championnats du monde de natation après Áris Grigoriádis en 2005. En mai 2021, il finit troisième des Championnats d'Europe de natation 2020 sur son épreuve de prédilection avec 21 s 73,. L'année suivante, lors des Championnats d'Europe à Rome, il se hisse une nouvelle fois sur la troisième place du podium du 50 m nage libre avec 21 s 75.
Aux Jeux olympiques de 2020 à Tokyo, Kristián Goloméev termine à la cinquième place du 50 m nage libre.
En juin 2024, à l'occasion des Championnats d'Europe de natation à Belgrade, il remporte son premier titre continental  sur 50 m nage libre avec 21 s 72, devançant son compatriote Stérgios-Mários Bílas. Lors de cette compétition, il décroche également une médaille de bronze dans le relais du 4 × 100 m nage libre.
En mai 2025, une vidéo a été publiée montrant Gkolomeev battant officieusement le record du monde du 50 mètres nage libre en grand bassin lors d’un événement privé en avril 2025, sponsorisé par les Enhanced Games. Il a nagé en 20,89 secondes, soit 0,02 secondes plus vite que le record officiel actuel détenu par César Cielo depuis 2009. Gkolomeev a admis avoir pris des substances améliorant la performance avant de battre ce record, qui n’a pas été homologué par World Aquatics.